# Rodrigo de Valer
Rodrigo de Valer fue un predicador, condenado por la Inquisición (Lebrija, finales del siglo XV - Sanlúcar de Barrameda?, hacia 1550)
Figura destacada de la espiritualidad andaluza a mediados del siglo XVI, objeto de dos procesos inquistoriales. Cruzando datos arrojados por sus dos biógrafos protestantes del siglo XVI, Reginaldo González Montes  y Cipriano de Valera, y datos notariales se puede suponer que nace aproximadamente entre los años 1495-1500. A menudo presentado como un cristiano viejo noble, el Rodrigo de Valer que presentan las escrituras notariales muestran al contrario un hombre procedente de la pequeña burguesía de Lebrija, propietario de varias aranzadas de olivo y viña y de casas en Sevilla. Su esposa Ana Bernal de Arroyo, era una mujer de probable ascendencia conversa y emparentada con los Cabeza de Vaca en Jerez. 
En torno a la mitad de la década 1520, experimentó una conversión religiosa que lo condujo a apartarse de sus obligaciones familiares y profesionales para dedicarse a la meditación religiosa y a la predicación. Presentado por sus biógrafos reformados como un hombre de gran piedad religiosa, defendía una vuelta al espíritu y a la letra del Nuevo Testamento. 
En una fecha cercana a 1538 sufrió un primer proceso inquisitorial, tal vez a consecuencia de proposiciones irreverentes contra ciertos oficiales del santo tribunal. En el otoño de 1541 sufría una segunda condena inquisitorial en que fue obligado a retractarse en público. Aunque los jueces empezaran a tener dudas sobre su salud mental, fue reconciliado y, en consecuencia, sus bienes fueron confiscados y fue condenado a cárcel de penitencia. Tras su segunda condena, la Inquisición persiguió a varios miembros de su entorno, en particular al canónigo magistral de Sevilla, el doctor Egidio y el maestro Francisco Vargas, animadores de la comunidad secreta protestante de la capital de la Bética que sería desmantelada en 1557.
A menudo presentado como el primer reformado de Andalucía  o a veces un alumbrado, Valer no fue incriminado con dichas calificaciones según parece sino que, como lo indica Cipriano de Valera, en su sambenito venía escrito "apóstata y seudo-apóstol, que dijo que había sido enviado por Dios". Se puede suponer que había leído a Lutero cuyas obras probablemente pasaron entre sus manos pero sus críticas y protestas se encontraban también en otros círculos sedientos de una reforma de la Iglesia y animados por una ascética vital, propia de los movimientos reformistas que se dan entonces en Castilla. 
Valer, escribe Cipriano de Valera, murió con más de 50 años en la cárcel de penitencia de un convento en Sanlúcar de Barrameda adonde se le había trasladado para alejarlo de Sevilla y evitar que siguiera provocando escándalos al contradecir a los predicadores durante las misas públicas a las que asistía con los otros penitentes. 